# Albizia edwallii
Albizia edwallii é uma árvore nativa da Argentina e Brasil (Paraná, Santa Catarina e São Paulo), da floresta de araucária e da mata branca.
Descrita originalmente como Pithecellobium edwallii por Hoehne em 1926.